# 納塔爾蛇
納塔爾蛇屬（學名：Macrelaps），亦稱宏蛇屬（與微蛇屬相對），是蛇亞目穴蝰科下的一個單型屬，屬下只有納塔爾蛇（M. microlepidotus）一個有毒蛇種，主要分布於非洲，目前未有任何亞種被確認。

## 備註
1. ↑  . ITIS. 2007  [5 September, 2007].

## 外部連結
- （英文）TIGR爬蟲類資料庫：納塔爾蛇